# Viper (Six Flags Magic Mountain)
Pour les articles homonymes, voir Viper.
Viper sont des montagnes russes en métal du parc Six Flags Magic Mountain, localisé à Valencia près de Santa Clarita en Californie, dans la banlieue nord de Los Angeles, aux États-Unis.

## Le Layout ( circuit )
Le circuit comporte : 3 looping basiques, un batwing : il s'agit de l'inversion que vous voyez à votre droite si vous êtes sur pc, et si vous êtes sur mobile vous la verrez tout en haut de la page, elle compte comme 2 inversions car le train se retourne 2 fois dans cette inversion. Un enchainement de 2 corkscrew : il s'agit d'une figure qui ressemble à un tire-bouchon qui se répète 2 fois dans ces montagnes russes qu'on peut retrouver sur Goudurix en France, Corkscrew à Cedar Point dans l'Ohio ou encore Xpress: Platform 13 à Walibi Holland qui est un clone de Rock 'n' Roller Coaster (devenu Avengers Assemble: Flight Force) au parc Walt Disney Studios. Ce qui fait un total de 7 inversions.

## Statistiques
- Capacité : 1 700 personnes par heure.
- Trains : trois trains avec sept wagons par train. Les passagers sont placés par deux, sur deux rangées pour un total de 28 passagers par train.

## Galerie

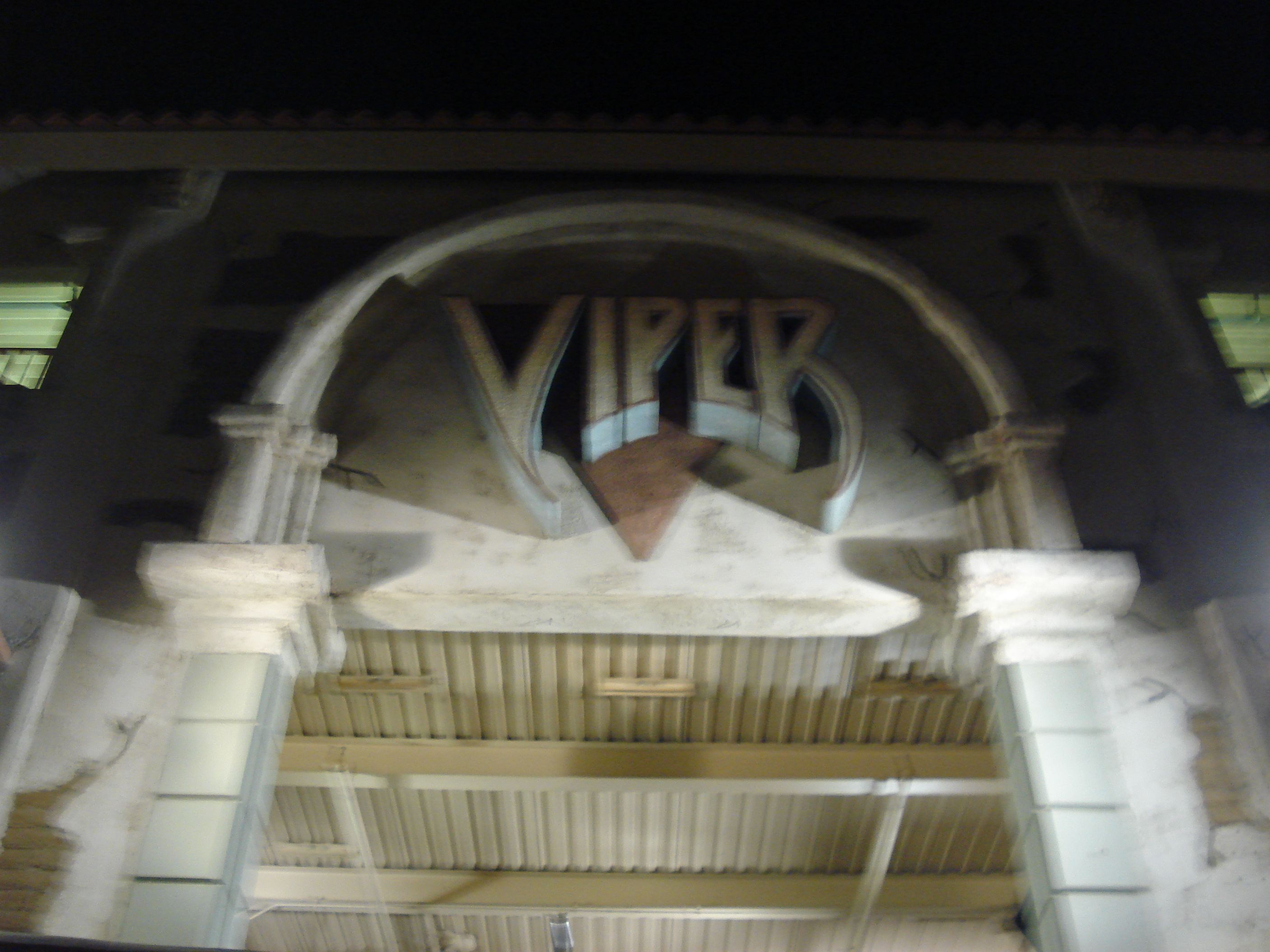
Le logo de l'attraction.
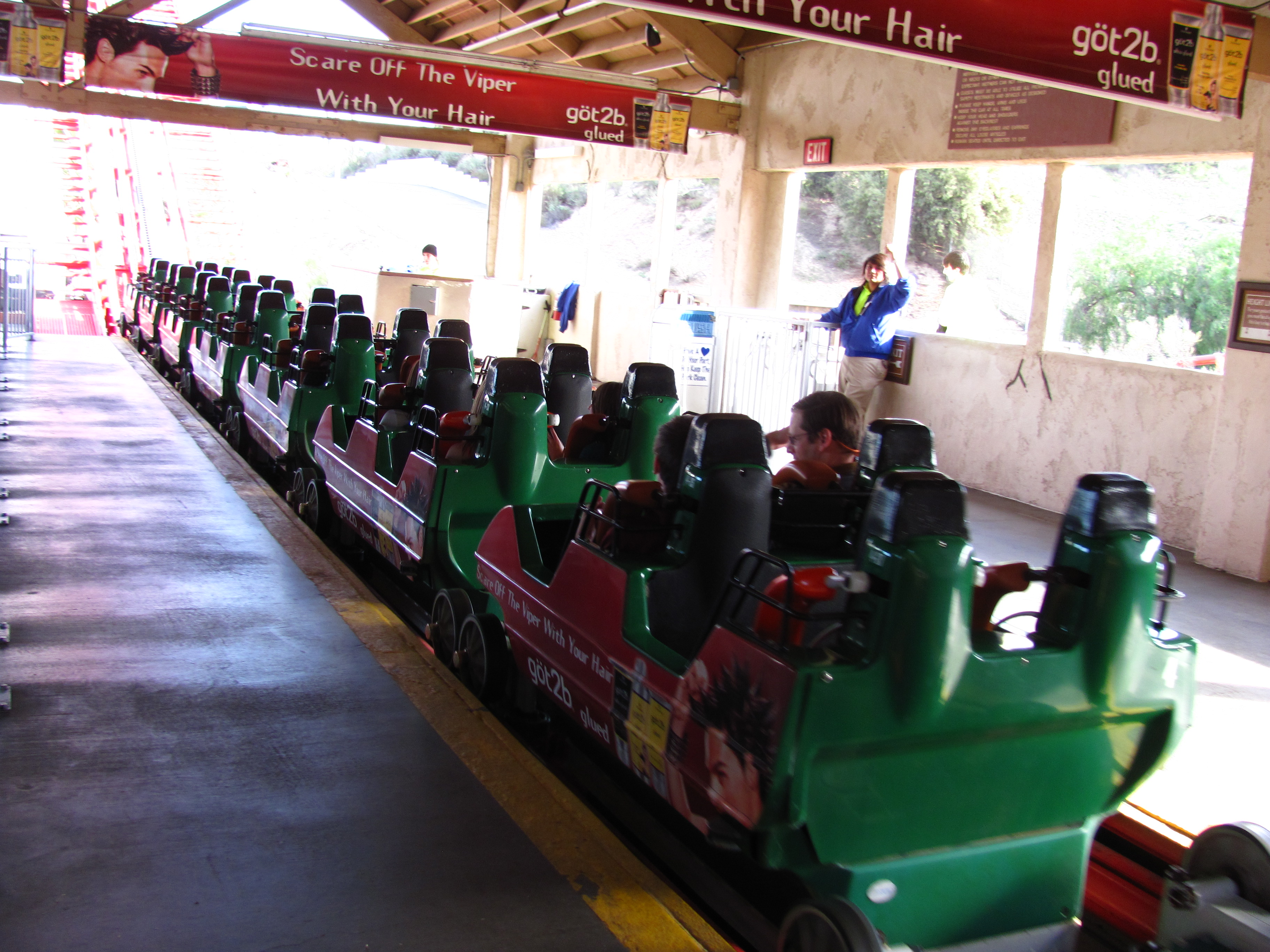
Train en gare.
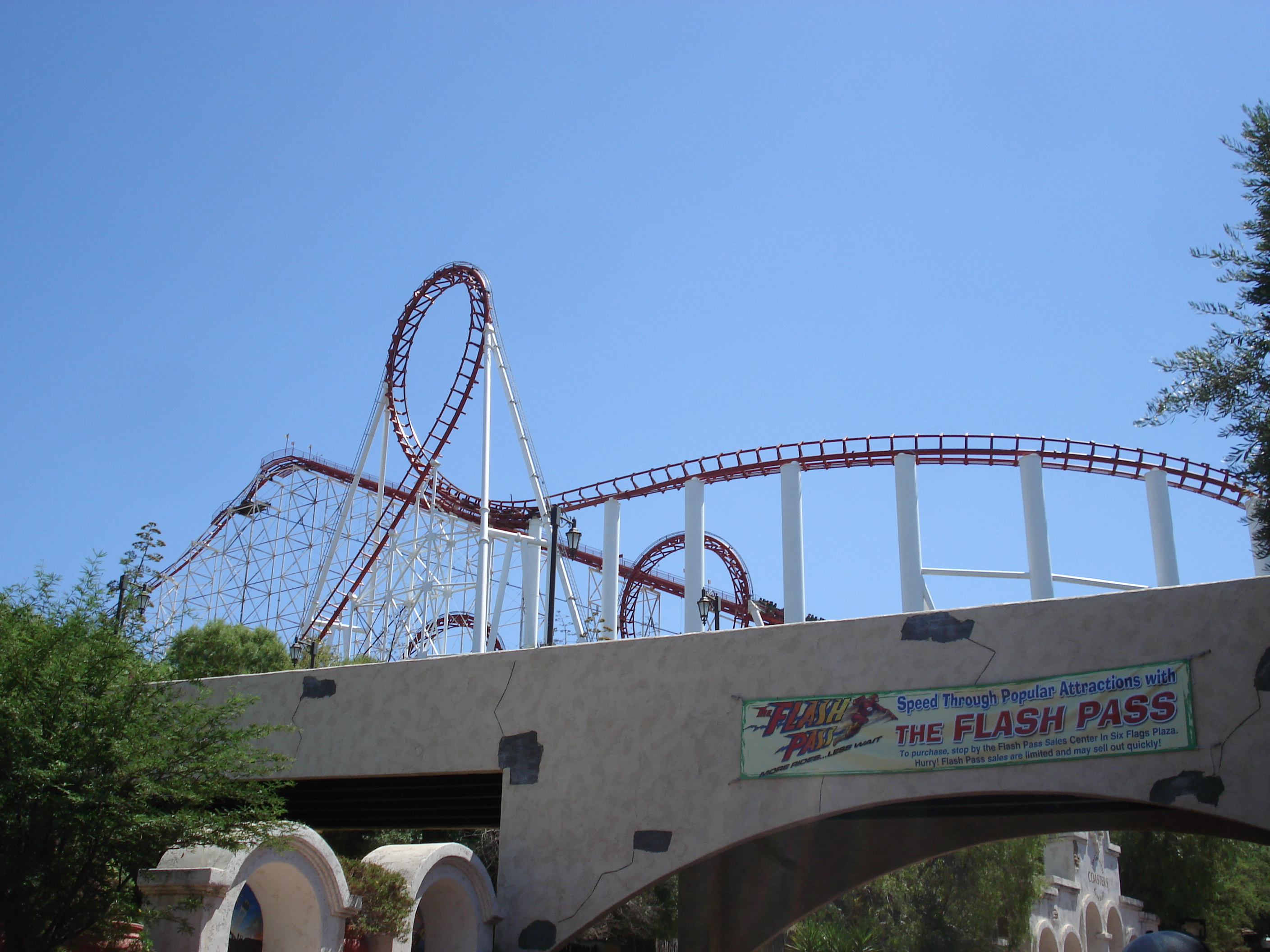
Le looping.
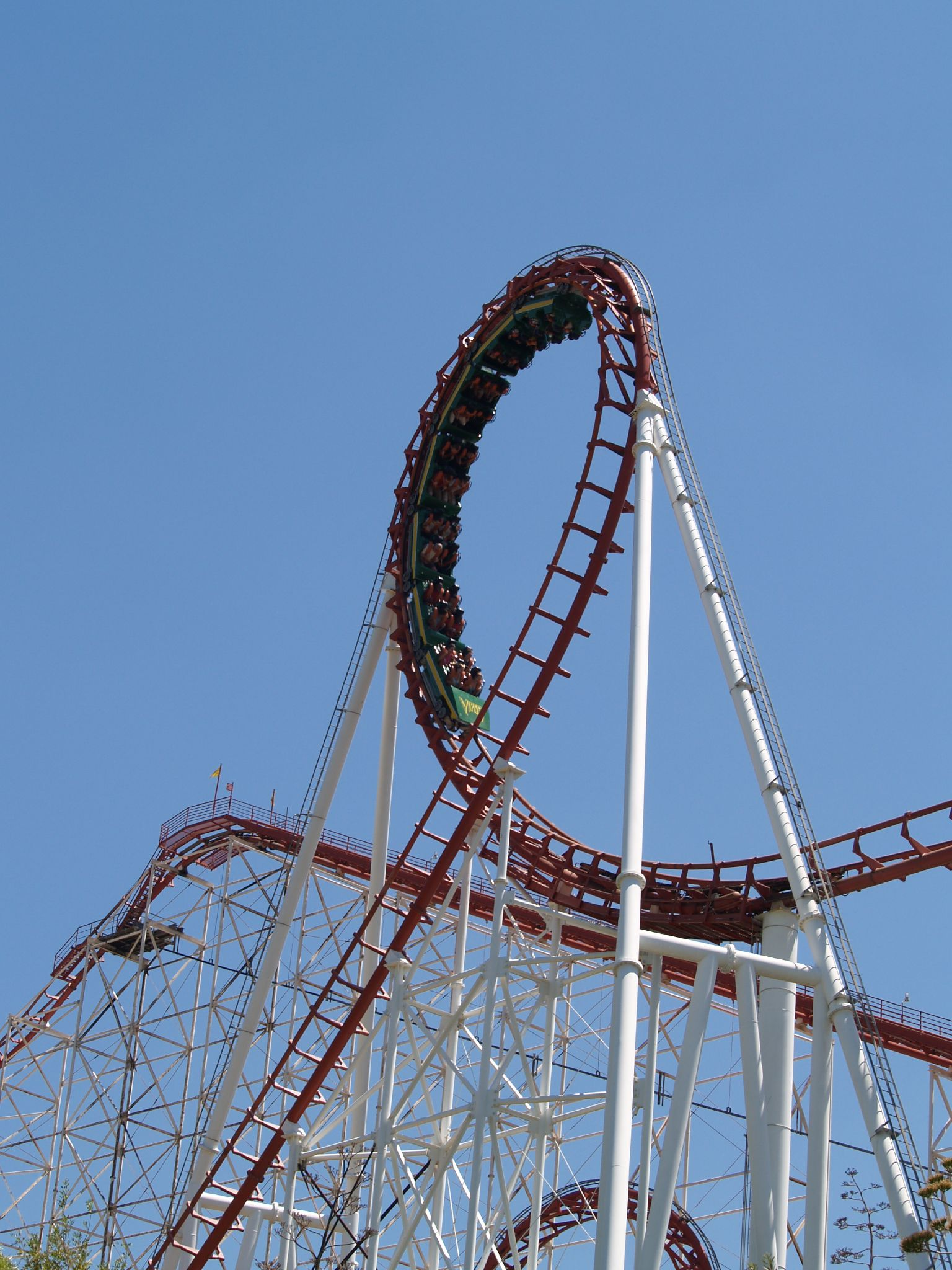
Le looping vertical.
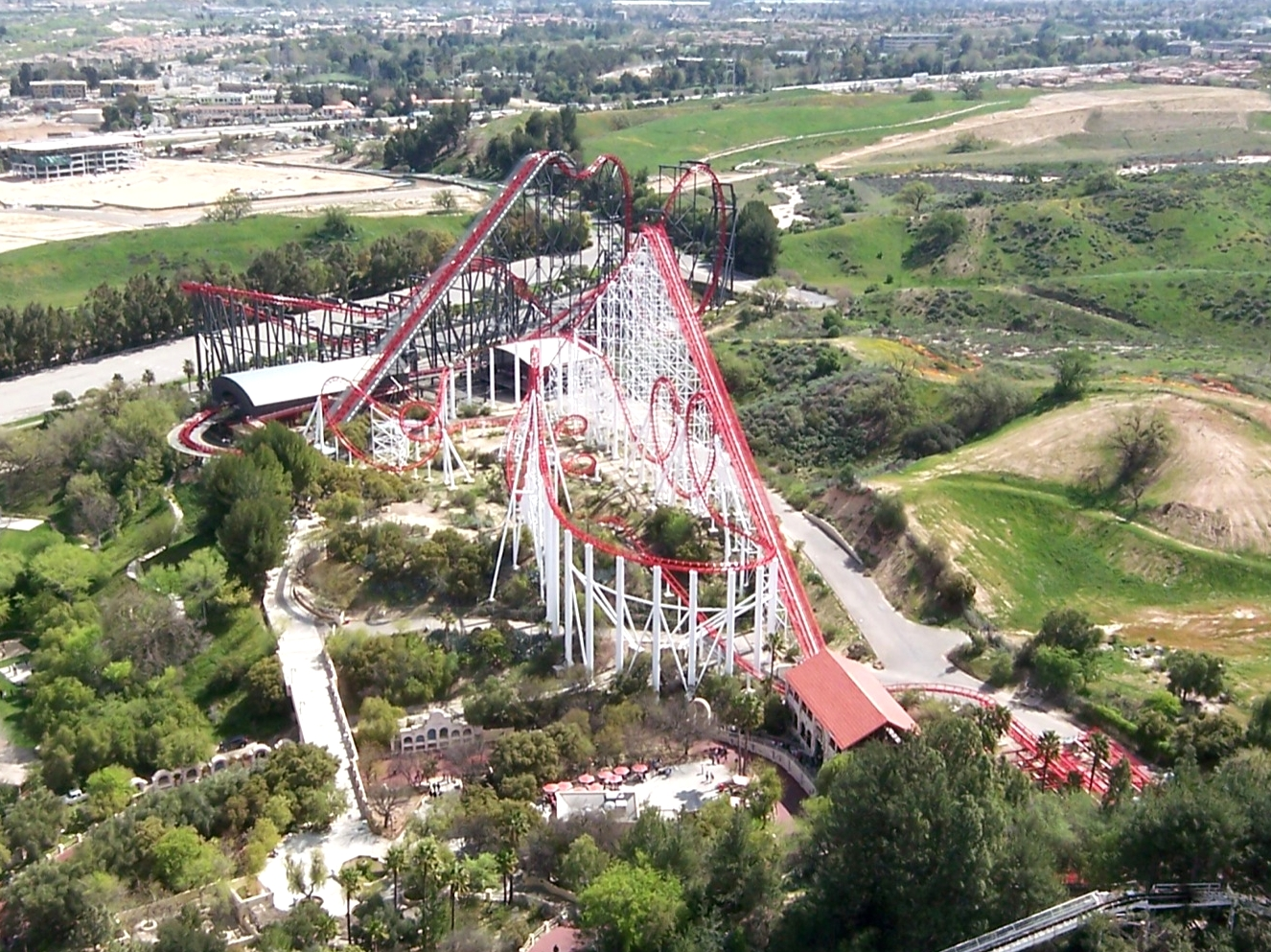
Viper, X2 est à l'arrière plan.